# Entre Rios do Sul
Entre Rios do Sul est une municipalité brésilienne située dans l'État du Rio Grande do Sul.